# Бецукай

43°23′39″ пн. ш. 145°7′3″ сх. д. / 43.39417° пн. ш. 145.11750° сх. д.
Бецука́й (яп. 別海町, べつかいちょう, МФА: [bett͡su̥kai̯ t͡ɕoː]) — містечко в Японії, в повіті Ноцуке округу Немуро префектури Хоккайдо. Станом на 1 жовтня 2008 року площа містечка становила 1320,22 км². Станом на 31 березня 2017 населення містечка становило 15 433 осіб.